# João Justino de Medeiros Silva
João Justino de Medeiros Silva (ur. 22 grudnia 1966 w Juiz de Fora) – brazylijski duchowny katolicki, arcybiskup Goiânia od 2022.

## Życiorys
Święcenia kapłańskie przyjął 13 grudnia 1992 i został inkardynowany do archidiecezji Juiz de Fora. Pracował głównie jako duszpasterz parafialny, a od 1998 był także wykładowcą archidiecezjalnego seminarium (pełnił też funkcje jego wicerektora, a następnie rektora).
21 grudnia 2011 papież Benedykt XVI mianował go biskupem pomocniczym archidiecezji Belo Horizonte oraz biskupem tytularnym Tullia. Sakry biskupiej udzielił mu 11 lutego 2012 arcybiskup Walmor Oliveira de Azevedo.
22 lutego 2017 został mianowany arcybiskupem koadiutorem Montes Claros. Rządy w diecezji objął 21 listopada 2018, po przejściu na emeryturę poprzednika.
9 grudnia 2021 papież Franciszek mianował go arcybiskupem metropolitą Goiânia. Ingres odbył 16 lutego 2022. Od kwietnia 2023 jest pierwszym wiceprzewodniczącym Konferencji Episkopatu Brazylii. 